# Sacellaire

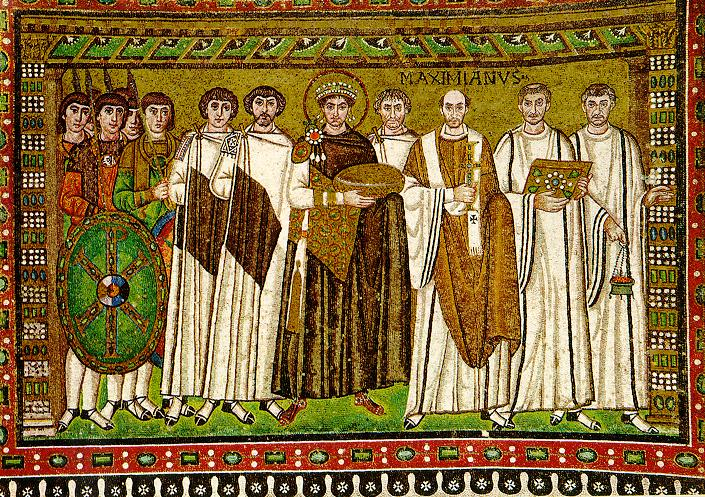
Mosaïque de la basilique de Saint-Vital à Ravenne représentant Justinien (au centre), Bélisaire (à la gauche de Justinien), Narsès (à la droite de Justinien) et son entourage.

Le sacellaire (en grec sakkellarios) était un haut responsable financier de l'administration byzantine, chargé à l'origine de la gestion du sakkellion, la cassette impériale.

## Histoire
Le mot grec est un emprunt du latin saccellarius, dérivé de saccellus, « petit sac », diminutif de saccus, désignant plus spécialement une « bourse ». Le sacellaire est, à partir du VIIe siècle, le gestionnaire du sakkellion, caisse alimentée par les excédents des revenus du domaine impérial, et le contrôleur des finances de ce domaine. Sa grande importance vient du fait que le sakkellion fut toujours l'une des réserves principales du trésor public, et, à partir du VIIIe siècle, la principale réserve. D'après le Taktikon Ouspenski (milieu du IXe siècle), le sacellaire est supérieur hiérarchiquement au logothète général, responsable de l'administration fiscale.
Sous Septime Sévère, on distinguait les biens de la couronne, patrimonium principis, et la fortune personnelle de chaque empereur, res privata. Tout en restant distincts, les deux domaines furent réunis au IVe siècle sous l'administration du comes rerum privatarum (« comte des biens privés »), mais les domaines de Cappadoce, qui alimentaient une caisse privée, étaient placés sous la direction d'un præpositus sacri cubiculi (« préposé de la chambre sacrée »). L'empereur Anastase Ier, ayant confisqué les biens de son prédécesseur Zénon et cédé sa propre fortune personnelle à la couronne, créa pour régir ce nouveau secteur une administration spéciale, la comitiva sacri patrimonii. Justinien reprivatisa ce sacrum patrimonium sous le nom de domus divina (« maison impériale »), un domaine composé surtout de biens confisqués ou légués à l'empereur, à la tête duquel Justin II plaça en 566 un grand curateur. 
On distinguait donc à partir de Justinien : les domaines de la couronne proprement dits (patrimonium), l'ancienne res privata, et la domus divina. Cette dernière comprenait notamment des maisons et palais sis à Constantinople et dans sa banlieue, avec parfois des dépendances constituées de maisons, de magasins, d'une église, et aussi des dépendances lointaines situées dans les provinces ; ces domaines particuliers conservaient souvent le nom de leur ancien propriétaire (« palais d'Hormisdas », c'est-à-dire en grec Ta Hormisdou, « les biens d'Hormisdas », etc.). Après la conquête de l'Afrique sur les Vandales, et celle de l'Italie sur les Ostrogoths, les domaines du patrimonium s'accrurent considérablement par annexion des biens des rois barbares, mais aussi la domus divina par de nombreuses confiscations, des captations d'héritages, et des détournements souvent inavouables, comme l'indiquent les réclamations des victimes sous Justin II et Tibère II. Les ressources des domaines de Cappadoce étaient immenses (pâturages, haras, mines d'or et d'argent, carrières de marbre), et ceux d'Égypte étaient également très importants.
Dès son apparition formelle au VIIe siècle, le sacellaire est pourvu d'attributions très larges : pendant le procès du pape Martin Ier, en décembre 653 (procès auquel le gouvernement de l'empereur Constant II tenait à donner un caractère purement profane, en lien avec l'usurpation de l'exarque Olympios), le rôle de procureur est tenu par le sacellaire Troïlos, qui interroge et frappe le pape. Au IXe siècle, un poste de « chartulaire du sakkellion », cinquième dans la hiérarchie des sêkrêtikoi, ayant été créé, le sacellaire, d'après le Klêtorologion de Philothée (899), premier de l'ordre des sêkrêtikoi, est le contrôleur général de tous les offices. Mais en août 1081, dans le chrysobulle d'Alexis Ier organisant la régence de sa mère Anne Dalassène, apparaît auprès de lui un logothète des bureaux (logothetês tôn sêkrêtôn), qui intervient dans tous les actes du gouvernement et a en outre des attributions financières. Au XIe siècle existe d'ailleurs à côté du sakkellion une autre caisse appelée le vestiarion : des amendes prévues pour ceux qui violeraient les privilèges des monastères doivent être versées au « saint vestiarion », et parmi les fonctionnaires à qui il est enjoint de faire respecter ces privilèges figurent « ceux de notre sakkellion et de notre vestiarion ». Au XIVe siècle, dans le Taktikon du Pseudo-Codinus, sakkellion et sacellaire ont disparu, et c'est le « président du vestiarion » (prokathêmenos tou Bestiariou) qui est devenu le chef de l'administration financière.

## Fonction ecclésiastique
Il y avait aussi dans les services du patriarcat de Constantinople un responsable appelé « grand sacellaire », dont les attributions étaient bien différentes de celles du fonctionnaire civil : il était chargé de la surveillance des monastères, de l'inspection de leur temporel, mais aussi du maintien dans leurs murs du bon ordre et de la discipline. Il était aidé dans ses fonctions par un archonte des monastères. Il présidait aussi une cour de justice ecclésiastique.